# Киньонес, Ромель
Ро́мель Хавье́р Киньо́нес Суа́рес (исп. Romel Javier Quiñónez Suárez; родился 25 июня 1992 года, Санта-Крус-де-ла-Сьерра, Боливия) — боливийский футболист аргентинского происхождения, вратарь клуба «Боливар» и сборной Боливии.

## Клубная карьера
Киньонес — воспитанник клуба «Боливар». 17 октября 2010 года в матче против «Реал Потоси» Ромель дебютировал в боливийской лиге. В первых трёх сезонах он не часто выходил на поле и только в конце 2012 года прочно занял пост основного вратаря. В составе «Боливара» Киньонес дважды стал чемпионом Боливии.
В 2014 году Ромель сыграл в 12 матчах розыгрыша Кубка Либертадорес и помог команде выйти в 1/4 финала.

## Международная карьера
11 сентября 2013 года в квалификационном матче чемпионата мира в Бразилии против сборной Эквадора Киньонес дебютировал за сборную Боливии.
В 2015 году Ромель попал в заявку на участие в Кубке Америки в Чили. На турнире он сыграл в матчах против сборных Мексики, Эквадора, Чили и Перу.
В 2016 году Киноньес во второй раз принял участие в Кубке Америки в США. На турнире он был запасным и на поле не вышел.

## Достижения
Командные
 «Боливар»
- Чемпионат Боливии по футболу — Адекуасьон 2011
- Чемпионат Боливии по футболу — Клаусура 2013

Индивидуальные
- Футболист года в Боливии — 2013/14